# آسترت
آسترت دهکده‌ای در شهرستان وستروالدکرایسه و در ایالت راینلند-فالتز آلمان است.